# 馬興
馬興，是臺灣彰化縣秀水鄉的一個傳統地域名稱，位於該鄉中北部。相較於今日行政區，其範圍大致包括鶴鳴村、馬興村東南部。

## 歷史
台灣清治末期至日治初期，馬興地區為一街庄，稱為「馬興庄」，隸屬於馬芝堡。該庄東北隔洋仔厝溪與蕃雅溝庄、大霞佃庄、西門口庄為界，東邊一小段與莿桐腳庄為界，東南邊及南邊為馬鳴山庄，西邊及西北邊為溝墘庄。
1901年（日治明治三十四年）11月，該庄隸屬於彰化廳。1909年（明治四十二年）10月，改隸屬於臺中廳。1920年（大正九年），該庄改制為「馬興」大字，隸屬於臺中州彰化郡秀水庄，大字下有「馬興」、「三塊厝」小字名。
戰後秀水庄改制為秀水鄉，隸屬於彰化縣，大字亦改制為村。

## 學校
- 馬興國小